# Scopoides santiago
Espèce
Synonymes
- Scopodes santiago Platnick & Shadab, 1976

Scopoides santiago est une espèce d'araignées aranéomorphes de la famille des Gnaphosidae.

## Distribution
Cette espèce est endémique de l'État de Colima au Mexique,. Elle se rencontre à Manzanillo.

## Description
La femelle holotype mesure 5,11 mm. 

## Étymologie
Son nom d'espèce lui a été donné en référence au lieu de sa découverte, Santiago.

## Publication originale
- Platnick & Shadab, 1976 : A revision of the spider genera Rachodrassus, Sosticus, and Scopodes (Araneae, Gnaphosidae) in North America. American Museum novitates, no 2594, p. 1-33 (texte intégral).